# キングギドラ (平成モスラシリーズ)
キングギドラ（King Ghidorah）は、東宝の「ゴジラシリーズ」をはじめとした特撮怪獣映画に登場する架空の怪獣である。本項目では、このうち平成モスラシリーズの『モスラ3 キングギドラ来襲』（1998年）に登場するキングギドラを扱う。

## 概要
1億3千万年ぶりに地球を襲撃した宇宙超怪獣。過去作品の登場個体よりも、風貌は凶悪なものとなっている。中央の角が大きく二股に分かれており、左右の頭より大きい首がリーダー的な役割を務め、左右の頭は中央の頭をサポートする。年齢は約2億歳を超えるうえ、過去に金星を滅亡させて地球の恐竜を大量死させたことがあるなど、ギドラ族の中でも最強の戦闘力を誇る。
隕石の状態で地球に再侵入して福井県勝山市に降着し、地球の生態系の頂点にして生命エネルギーに富む人類の子供をさらって青木ヶ原の樹海に消化吸収器官の役割を果たす生体ドームに転送・幽閉し、最後にはドーム内から分泌される溶解液で生命エキスに変えて吸収することにより、エネルギー源にしようと企む。過去作品の登場個体以上に豊富な技と高い知能をもち、通常の引力光線のほか、3つの口を揃えて一斉に引力光線を吐くトリプルトルネード、カギ爪から翼に集中している反重力エネルギーを放射する反重力光線などといった、数多の戦力を有している。さらに、防御手段として身体の周囲を覆うバリア（バリアー、バリヤー）の展開能力をはじめ、獲物である子供を捕らえるための誘導テレポート能力や催眠光線など、過去作品の登場個体にはなかった特殊能力を数多く備えている。モスラとエリアスの関係も瞬時に見抜くうえ、モスラをサポートする力を半減させるためにロラを操ってモルと引き離すなど、性格はきわめて悪賢い。
恐竜のエキスで強大に成長しており、空中戦においてレインボーモスラのビームをバリアで防ぐと翼にのしかかり、左右の首がモスラの翼に噛みついて投げ飛ばし、トリプルトルネードで勝利した。白亜紀へタイムスリップしたレインボーモスラに当時のキングギドラが倒されたことから一度はドームともども消滅するが、白亜紀で切断されて地底に逃げ延びた尻尾の一部からの再生を経て、火の玉とともに再出現する。再び子供たちを捕らえ、フェアリーに乗ったベルベラとロラによる攻撃を一蹴したあと、タイムカプセルで1億3千万年眠り続けて進化した鎧モスラの猛攻には光線技やバリアさえも無力で、鎧・翼カッターで左の翼を切断され、最終的にはエクセル・ダッシュ・バスターで青色の塵に分解されて爆発し、同時に子供たちも完全に解放された。
エリアスのモルによれば、本作品世界の宇宙の星々における生物大絶滅の原因は、その半数がこの登場個体を始祖とするギドラ族が行った虐殺の結果であるとされ、モルは「恐怖の大魔王」と呼称する。
- 白亜紀型と区別する際には、現代型と表記される[出典 13]。造形スタッフや西川には、デザイン画に入れられた名称から「グランドギドラ」とも呼ばれていた[出典 14]。
- 小学館の書籍『モスラ3超全集』では、鎧モスラに切断された翼から復活する可能性が指摘されている[17]。

### 制作
スーツアクターは喜多川務（後述する白亜紀型を含む）。特技監督の鈴木健二がキングギドラを走って飛ばせるスーツアクターを要望したところ、若狭がドラゴンからの連想によってCMでブルース・リーのモノマネを演じていた喜多川を起用するに至ったという。喜多川は本作品での演技が評価され、翌年の『ゴジラ2000 ミレニアム』でゴジラ役に抜擢された。
創作
脚本を手掛けた末谷真澄による原案では、「木」の1作目、「水」の2作目に対し、「火」をテーマにし、空気汚染によって蘇った新怪獣が敵として予定されていたが、製作の富山省吾からの要望により、ゴジラやモスラに次いで日本を代表する怪獣であるキングギドラが登場することとなった。本作品の登場個体が過去作品の登場個体と異なる要素が多いのは、本来新怪獣の設定として用意されていたものの名残である。富山は、渡り鳥のような食性を設定したことにより、単なる破壊を行う悪の権化ではなく、生きるために他の生物を蹂躙する怖さを意図したと述べている。
企画段階では新怪獣のほか、ラドンがこの役割で登場する予定だった。
末谷は、ドームをキングギドラの胃であると想定している。また、明確な描写はないが、冒頭で隕石から分かれた破片はすべて世界各地にてドームに変化したと設定されている。そのほか、ドーム内での子供を保存する方法やドーム自体の変化なども検討されていたが、監督の米田興弘は本作品の時間と予算ではすべて表現することはできなかったと述べている。一方、実際に子供を溶かすような描写を入れるつもりもなかったとも語っている。
名古屋や東京の破壊描写は、同年に公開されたアメリカ版『GODZILLA』よりも怪獣映画らしい都市破壊を描くために盛り込まれた。劇中では言及されないが、大阪にて子供が消失したことが報道されてどこも子供を外出させないようにしたため、キングギドラは子供を見つけられずに怒り、両シーンでの破壊におよんだものと設定されている。

デザイン
デザインは西川伸司が担当。カラーデザインは、年老いているという設定のため、シミのような黒い点が翼に入れられているものもある。西川は、白亜紀型を従来のキングギドラ、現代型を進化したキングギドラという解釈でデザインしており、羽根の色を初代のNG版のようなグラデーションとする白亜紀型のラフスケッチも描いている。また、西川は従来のキングギドラは体の中心から首・翼・尾が放射状に広がっていると分析し、現代型では首と翼が扇型に広がるシルエットとして設定している。従来の翼では実際に飛行できない構造であるため、翼の根本に関節を増やし、着陸時と飛行時とで翼の角度を変化させている。胴体は、平成VSシリーズでのゴジラの肉付きを意識している。
頭部は、角の形を昭和版と似せつつ、平成VSシリーズ版と同様にたてがみを廃している。造型プロデューサーの若狭新一は、特技監督の鈴木に初代を意識するなら毛を生やすか尋ねたところ、鈴木は毛を嫌い、西洋風のドラゴンとすることを希望したため、顔の側面に毛を立体的にしたイメージのディテールを採用している。
酉澤安施による検討稿では、下顎が2つに割れるものも存在した。

造形
造形はMONSTERSが担当し、代表の若狭が頭部原型を担当した。鱗の製作は小川スタジオが担当した。
過去作品の登場個体と比べて格段に凶悪な顔付きとなっており、中央の首の角は他の2つのものと若干違う形をしている。また、首だけにあった棘（）が首から尻尾まで生えており、身体の部位による鱗の大きさの差も大きくなっている。若狭は、洋風テイストであった平成VSシリーズ版に対し、本作品では和風をベースに洋風のテイストを取り込んだと述べている。スーツの塗装には、部分的にカメレオンカラーも採用されている。
スーツの重量は80キログラムに達したが、このサイズとしては軽量となっている。鱗はラテックス製で、1万6千枚が1枚ずつ貼り付けられている。撮影の江口憲一は、造形が作り込まれていたために従来よりも寄りで映すことができたと述べている。
造形物は、メインスーツのほか、2/3サイズの飛行モデル、頭部のギニョール2種類などが制作された。空中戦用にCGモデルも制作されていたが、新宿上空へ飛来するシーンでしか用いられなかった。

撮影・演出
本作品では戦闘シーンが多いため、中盤でのモスラと白亜紀型の戦闘に重点をおいており、前半と終盤でのモスラと現代型の戦いは一方が圧倒的に勝つため、あっさりした描写としている。また、光線による戦いは少なくして肉弾戦を中心とし、実際に造型物同士をぶつけたり、翼を切り落としたりすることにより、怪獣たちの痛みを感じられるような表現としている。鎧モスラに倒されるシーンでは、時代劇調の演出を行っている。
造形に予算がかかったため、都市破壊シーンはミニチュアではなく実景合成で表現された。同シーンの撮影・合成を手掛けた桜井景一は、キングギドラの翼を用いて建物を壊すことにより、怪獣の肉体の強さを印象づけることを意図していたという。
ドームはCGで描写され、撮影現場では青く塗装されたミニチュアを用いていた。

## 白亜紀型キングギドラ
1億3千万年前の中生代白亜紀の地球に襲来し、当時の生態系の頂点に立つ恐竜を相手に猛威を振るい、恐竜を食べて生命エネルギーを吸収し、絶滅寸前に追いやった。現代型に比べると幼態であることから、小柄、首、胴体、足などの体型も現代型に比べると細くて華奢で、体重も現代型の半分ほどである。当時は走行が可能だったようで、飛ぶときにはアホウドリのように助走をつける。また、現代型とは角の生え方や、顔付き、金色の鱗などが違っており、翼の付け根の形も現代型と比べて細い形になっているほか、経口摂取を基本としてエキスを消化の過程で抽出していると推測される。現代に出現したときよりも戦闘力が低く、使用する技は成長後のキングギドラが使う引力光線と違い、超高熱の火の玉・火炎弾である。また、当時はまだ翼から光線の発射やバリヤーの展開ができないうえ、誘導テレポートや子供たちを取り込んだドームを形成する能力なども備えておらず、恐竜を直で丸かじりにする。
恐竜を食べようとしたときに現代からタイムスリップしてきたレインボーモスラに襲撃されて右側の尾を切断されるが、幼態とはいえ噛み付きや至近距離からの火球弾といった容赦のない攻撃でレインボーモスラを苦戦させ、一時は行動不能にまで追い込む。しかし、現代側で洗脳が解かれたロラのアシストを受けたモスラの鱗粉攻撃で大ダメージを受け、そのままモスラに運ばれて相討ちに近いかたちで活動中の火山の火口に葬られて絶命した結果、現代側のキングギドラも消滅する。その後、切断されて地中に潜った尾の一部から再生し、成体の現代型キングギドラとなって現代に復活する。

### 制作（白亜紀型）
創作
脚本を担当した末谷は、過去の作品でモスラが単独でキングギドラに勝ったことはないため、子供のキングギドラなら勝てるだろうとの発想から、タイムスリップして戦う展開とした。

デザイン
デザインは酉澤安施。恐竜時代に出現することから、鱗や獣脚などに恐竜の要素を取り入れている。また、先端だけが分かれた尾や、手から変化したという想定で描かれた翼の根本に残る指のディテールなどで未成熟さを表現している。体色も金色になりきらない銅色としている。原典のキングギドラが当初は全身が金色でなかったため、3色に翼が塗り分けられたものも存在する。現代型をデザインした西川は、白亜紀型のデザインは西洋的で生物感のある酉澤のカラーが出たものと評している。

造型
スーツは現代型とは別造形で、造形はレプリカが担当。実作業を担当した伊藤成昭は、顔も体型も従来のキングギドラとは異なるために新怪獣を作る感覚であったと述懐している。
スーツの造型にあたっては軽量化が強く意識されており、スーツアクターが入ったまま走って飛び上がるといったアクションも可能となっている。左右の首は、ピアノ線による操演とスーツアクターが腕を入れて動かす方法が採用された。
体色は、ナイターの難しいライティングゆえに肉眼での色とファインダーを通しての色が違っており、特技監督の鈴木も模索し続けていたため、造型担当の江久保暢宏は現場に入ってから色の直しに苦労したと証言している。
現代型と同様、メインスーツと2/3モデル、頭部ギニョール2本が制作された。
スタッフの間では「ヤングギドラ」とも呼ばれていた。

撮影・演出
特技監督の鈴木は、現代型との差別化として白亜紀型の性格を「やんちゃなガキ大将」と想定しており、戦い方も何も考えずにやられたらやり返すという動きにしている。
火口に落下するシーンは、櫓の上にオープンセットを組んで撮影された。
脚本では落ちた首が生き延び、それが宇宙へ逃げていくという展開であったが、残虐性を考慮して映像では尾に改められた。